# Aposentador
Antiguamente, se llamaba aposentador al que tenía por oficio dar aposento. 
Se distinguían los siguientes tipos de aposentadores:
- Aposentador de camino. El que en las jornadas que hacen las personas reales se adelantan para disponer su aposento y el de sus familias.
- Aposentador de casa y corte. Uno de los que componían la junta de aposento y tenían voto en ella.
- Aposentador mayor de casa y corte. El presidente de la junta de aposento.
- Aposentador mayor de palacio. El que tiene a su cargo la separación de los cuartos de las personas reales y el señalamiento de sitios para las oficinas y habitación de los que deben vivir dentro de palacio.
- En el ámbito militar, el aposentador era el oficial encargado de hacer el alojamiento de las tropas y de marcar el campo que debía ocupar el ejército.